# Spodní křída
Spodní křída je starší ze dvou oddělení křídového útvaru, které vznikalo v době před 145 až 100,5 Ma (miliony let), a zároveň také označení celé této geologické epochy.

## Charakteristika
| věk / stupeň | počátek v Ma B2k | délka trvání v Ma |
| ------------ | ---------------- | ----------------- |
| alb          | 113              | 12,5              |
| apt          | 125              | 12                |
| barrem       | 129,4            | 4,4               |
| hauteriv     | 132,9            | 3,5               |
| valangin     | 139,8            | 6,9               |
| berrias      | 145              | 5,2               |

Během tohoto období se na Zemi objevilo mnoho nových druhů dinosaurů (např. Psittacosaurus či Acrocanthosaurus) a některé skupiny přeživší z pozdní jury nabývají na větším významu (např. zástupci kladů Carcharodontosauridae či Coelurosauria). V mořích naopak značně ubývají ichtyosauři, kteří nakonec vymřeli počátkem pozdní křídy. Poprvé se ve větším množství a rozmanitosti objevují krytosemenné rostliny.
V období hauterivu nastává epizoda výrazného globálního ochlazení, tzv. "cold snap". V této době se kolem území Iberie (zhruba současná západní Evropa) objevují v zeměpisné šířce 45° ledovcové pokryvy.